# Klitenka, Hmilnîk
Klitenka (în ucraineană Клітенка) este un sat în comuna Kropîvna din raionul Hmilnîk, regiunea Vinnița, Ucraina.

## Demografie
Componența lingvistică a localității Klitenka
     Ucraineană (98,86%)
     Rusă (1,14%)
Conform recensământului din 2001, majoritatea populației localității Klitenka era vorbitoare de ucraineană (98,86%), existând în minoritate și vorbitori de rusă (1,14%).